# U.S. National Indoor Tennis Championships
A U.S. National Indoor Tennis Championships (korábbi nevén a férfiaknál Regions Morgan Keegan Championships, a nőknél Memphis International) egy tenisz torna volt, amit minden év februárjában rendeztek meg a Tennessee-ben található Memphisben.
A férfiak versenye 2014 és 2017 között az ATP World Tour 250 Series tornák közé tartozott, korábban 500-as kategóriájú volt. Összdíjazása 693 425 dollár. A nők viadala 2013-ig International kategóriájú volt, összdíjazása 235 000 dollár volt. A két versenyt egy időben rendezték meg, mindkettőn 32 versenyző vehetett részt. 2014-től már csak a férfi versenyt rendezik 28 fő részvételével egészen 2017-ig.
A mérkőzéseket kemény borítású, fedett pályákon játsszák, a férfiak 1976 óta, a nők 1986-tól.

## Győztesek

### Férfi egyes
| Év   | Győztes            | Ellenfél a döntőben  | Eredmény a döntőben  |
| ---- | ------------------ | -------------------- | -------------------- |
| 1976 | Vidzsaj Amritrádzs | Stan Smith           | 6–2, 0–6, 6–0        |
| 1977 | Björn Borg         | Brian Gottfried      | 6–4, 6–3, 4–6, 7–5   |
| 1978 | Jimmy Connors      | Tim Gullikson        | 7–6, 6–3             |
| 1979 | Jimmy Connors      | Arthur Ashe          | 6–4, 5–7, 6–3        |
| 1980 | John McEnroe       | Jimmy Connors        | 7–6, 7–6             |
| 1981 | Gene Mayer         | Roscoe Tanner        | 6–2, 6–4             |
| 1982 | Johan Kriek        | John McEnroe         | 6–3, 3–6, 6–4        |
| 1983 | Jimmy Connors      | Gene Mayer           | 7–5, 6–0             |
| 1984 | Jimmy Connors      | Henri Leconte        | 6–3, 4–6, 7–5        |
| 1985 | Stefan Edberg      | Yannick Noah         | 6–1, 6–0             |
| 1986 | Brad Gilbert       | Stefan Edberg        | 7–5, 7–6             |
| 1987 | Stefan Edberg      | Jimmy Connors        | 6–3, 2–1 feladta     |
| 1988 | Andre Agassi       | Mikael Pernfors      | 6–4, 6–4, 7–5        |
| 1989 | Brad Gilbert       | Johan Kriek          | 6–2, 6–2 feladta     |
| 1990 | Michael Stich      | Wally Masur          | 6–7, 6–4, 7–6        |
| 1991 | Ivan Lendl         | Michael Stich        | 7–5, 6–3             |
| 1992 | MaliVai Washington | Wayne Ferreira       | 6–3, 6–2             |
| 1993 | Jim Courier        | Todd Martin          | 5–7, 7–6(4), 7–6(4)  |
| 1994 | Todd Martin        | Brad Gilbert         | 6–4, 7–5             |
| 1995 | Todd Martin        | Paul Haarhuis        | 7–6(2), 6–4          |
| 1996 | Pete Sampras       | Todd Martin          | 6–4, 7–6(2)          |
| 1997 | Michael Chang      | Todd Woodbridge      | 6–3, 6–4             |
| 1998 | Mark Philippoussis | Michael Chang        | 6–3, 6–2             |
| 1999 | Tommy Haas         | Jim Courier          | 6–4, 6–1             |
| 2000 | Magnus Larsson     | Byron Black          | 6–2, 1–6, 6–3        |
| 2001 | Mark Philippoussis | Davide Sanguinetti   | 6–3, 6–7(5), 6–3     |
| 2002 | Andy Roddick       | James Blake          | 6–4, 3–6, 7–5        |
| 2003 | Taylor Dent        | Andy Roddick         | 6–1, 6–4             |
| 2004 | Joachim Johansson  | Nicolas Kiefer       | 7–6(5), 6–3          |
| 2005 | Kenneth Carlsen    | Makszim Mirni        | 7–5, 7–5             |
| 2006 | Tommy Haas         | Robin Söderling      | 6–3, 6–2             |
| 2007 | Tommy Haas         | Andy Roddick         | 6–3, 6–2             |
| 2008 | Steve Darcis       | Robin Söderling      | 6–3, 7–6(5)          |
| 2009 | Andy Roddick       | Radek Štěpánek       | 7–5, 7–5             |
| 2010 | Sam Querrey        | John Isner           | 6–7, 7–6, 6–3        |
| 2011 | Andy Roddick       | Miloš Raonić         | 7–6(7), 6–7(11), 7–5 |
| 2012 | Jürgen Melzer      | Miloš Raonić         | 7–5, 7–6(4)          |
| 2013 | Nisikori Kei       | Feliciano López      | 6–2, 6–3             |
| 2014 | Nisikori Kei       | Ivo Karlović         | 6–4, 7–6(0)          |
| 2015 | Nisikori Kei       | Kevin Anderson       | 6–4, 6–4             |
| 2016 | Nisikori Kei       | Taylor Fritz         | 6–4, 6–4             |
| 2017 | Ryan Harrison      | Nikoloz Basilashvili | 6–1, 6–4             |

### Női egyes
| Év            | Győztes                 | Ellenfél a döntőben     | Eredmény a döntőben |
| Oklahoma City | Oklahoma City           | Oklahoma City           | Oklahoma City       |
| ------------- | ----------------------- | ----------------------- | ------------------- |
| 1986          | Marcella Mesker         | Lori McNeil             | 6–4, 4–6, 6–3       |
| 1987          | Elizabeth Smylie        | Lori McNeil             | 4–6, 6–3, 7–5       |
| 1988          | Lori McNeil             | Brenda Schultz-McCarthy | 6–3, 6–2            |
| 1989          | Manon Bollegraf         | Leila Meszhi            | 6–4, 6–4            |
| 1990          | Amy Frazier             | Manon Bollegraf         | 6–4, 6–2            |
| 1991          | Jana Novotná            | Anne Smith              | 3–6, 6–3, 6–2       |
| 1992          | Zina Jackson            | Lori McNeil             | 7–5, 3–6, 7–6       |
| 1993          | Zina Jackson            | Patty Fendick           | 6–2, 6–2            |
| 1994          | Meredith McGrath        | Brenda Schultz-McCarthy | 7–6(6), 7–6(4)      |
| 1995          | Brenda Schultz-McCarthy | Jelena Lihovceva        | 6–1, 6–2            |
| 1996          | Brenda Schultz-McCarthy | Amanda Coetzer          | 6–3, 6–2            |
| 1997          | Lindsay Davenport       | Lisa Raymond            | 6–4, 6–2            |
| 1998          | Venus Williams          | Joannette Kruger        | 6–3, 6–2            |
| 1999          | Venus Williams          | Amanda Coetzer          | 6–3, 6–0            |
| 2000          | Szeles Mónika           | Nathalie Dechy          | 6–1, 7–6(3)         |
| 2001          | Szeles Mónika           | Jennifer Capriati       | 6–3, 5–7, 6–2       |
| Memphis       |                         |                         |                     |
| 2002          | Lisa Raymond            | Alexandra Stevenson     | 4–6, 6–3, 7–6(9)    |
| 2003          | Lisa Raymond            | Amanda Coetzer          | 6–3, 6–2            |
| 2004          | Vera Zvonarjova         | Lisa Raymond            | 4–6, 6–4, 7–5       |
| 2005          | Vera Zvonarjova         | Meghann Shaughnessy     | 7–6(3), 6–2         |
| 2006          | Sofia Arvidsson         | Marta Domachowska       | 6–2, 2–6, 6–3       |
| 2007          | Venus Williams          | Sahar Peér              | 6–1, 6–1            |
| 2008          | Lindsay Davenport       | Volha Havarcova         | 6–2, 6–1            |
| 2009          | Viktorija Azaranka      | Caroline Wozniacki      | 6–1, 6–3            |
| 2010          | Marija Sarapova         | Sofia Arvidsson         | 6–2, 6–1            |
| 2011          | Magdaléna Rybáriková    | Rebecca Marino          | 6–2, feladta        |
| 2012          | Sofia Arvidsson         | Marina Eraković         | 6–3, 6–4            |
| 2013          | Marina Eraković         | Sabine Lisicki          | 6–1, feladta        |

### Férfi páros
| Év   | Győztesek                             | Ellenfelek a döntőben                 | Eredmény a döntőben |
| ---- | ------------------------------------- | ------------------------------------- | ------------------- |
| 1976 | Vidzsaj Amritrádzs Ánand Amritrádzs   | Marty Riessen Roscoe Tanner           | 6–3, 6–4            |
| 1977 | Sherwood Stewart Fred McNair          | Robert Lutz Stan Smith                | 4–6, 7–6, 7–6       |
| 1978 | Brian Gottfried Raúl Ramírez          | Phil Dent John Newcombe               | 3–6, 7–6, 6–2       |
| 1979 | Tom Okker Wojtek Fibak                | Frew McMillan Dick Stockton           | 6–4, 6–4            |
| 1980 | John McEnroe Brian Gottfried          | Rod Frawley Tomáš Šmíd                | 6–3, 6–7, 7–6       |
| 1981 | Gene Mayer Sandy Mayer                | Mike Cahill Tom Gullikson             | 7–6, 6–7, 7–6       |
| 1982 | Kevin Curren Steve Denton             | John McEnroe Peter Fleming            | 7–6, 4–6, 6–2       |
| 1983 | Peter McNamara Paul McNamee           | Tim Gullikson Tom Gullikson           | 6–3, 5–7, 6–4       |
| 1984 | Fritz Buehning Peter Fleming          | Heinz Günthardt Tomáš Šmíd            | 6–3, 6–0            |
| 1985 | Pavel Složil Tomáš Šmíd               | Kevin Curren Steve Denton             | 1–6, 6–3, 6–4       |
| 1986 | Ken Flach Robert Seguso               | Guy Forget Anders Järryd              | 6–4, 4–6, 7–6       |
| 1987 | Anders Järryd Jonas Svensson          | Sergio Casal Emilio Sánchez           | 6–4, 6–2            |
| 1988 | Kevin Curren David Pate               | Peter Lundgren Mikael Pernfors        | 6–2, 6–2            |
| 1989 | Paul Annacone Christo Van Rensburg    | Scott Davis Tim Wilkison              | 7–6, 6–7, 6–1       |
| 1990 | Darren Cahill Mark Kratzmann          | Udo Riglewski Michael Stich           | 7–5, 6–2            |
| 1991 | Michael Stich Udo Riglewski           | John Fitzgerald Laurie Warder         | 7–5, 6–3            |
| 1992 | Todd Woodbridge Mark Woodforde        | Kevin Curren Gary Muller              | 7–5, 4–6, 7–6       |
| 1993 | Todd Woodbridge Mark Woodforde        | Jacco Eltingh Paul Haarhuis           | 7–5, 6–2            |
| 1994 | Byron Black Jonathan Stark            | Jim Grabb Jared Palmer                | 7–6, 6–4            |
| 1995 | Jared Palmer Richey Reneberg          | Tommy Ho Brett Steven                 | 4–6, 7–6, 6–1       |
| 1996 | Mark Knowles Daniel Nestor            | Todd Woodbridge Mark Woodforde        | 6–4, 7–5            |
| 1997 | Ellis Ferreira Patrick Galbraith      | Rick Leach Jonathan Stark             | 6–3, 3–6, 6–1       |
| 1998 | Todd Woodbridge Mark Woodforde        | Ellis Ferreira David Roditi           | 6–3, 6–4            |
| 1999 | Todd Woodbridge Mark Woodforde        | Sébastien Lareau Alex O'Brien         | 6–3, 6–4            |
| 2000 | Justin Gimelstob Sébastien Lareau     | Jim Grabb Richey Reneberg             | 6–2, 6–4            |
| 2001 | Bob Bryan Mike Bryan                  | Alex O'Brien Jonathan Stark           | 6–3, 7–6            |
| 2002 | Brian MacPhie Nenad Zimonjić          | Bob Bryan Mike Bryan                  | 6–3, 3–6, [10–4]    |
| 2003 | Mark Knowles Daniel Nestor            | Bob Bryan Mike Bryan                  | 6–2, 7–6            |
| 2004 | Bob Bryan Mike Bryan                  | Jeff Coetzee Chris Haggard            | 6–3, 6–4            |
| 2005 | Simon Aspelin Todd Perry              | Bob Bryan Mike Bryan                  | 6–4, 6–4            |
| 2006 | Ivo Karlović Chris Haggard            | James Blake Mardy Fish                | 0–6, 7–5, [10–5]    |
| 2007 | Eric Butorac Jamie Murray             | Julian Knowle Jürgen Melzer           | 7–5, 6–3            |
| 2008 | Mahes Bhúpati Mark Knowles            | Sanchai Ratiwatana Sonchat Ratiwatana | 7–6(5), 6–2         |
| 2009 | Mardy Fish Mark Knowles               | Travis Parrott Filip Polasek          | 7–6(7), 6–1         |
| 2010 | Sam Querrey John Isner                | Ross Hutchins Jordan Kerr             | 6–4, 6–4            |
| 2011 | Max Mirni Daniel Nestor               | Eric Butorac Jean-Julien Rojer        | 6–2, 6–7(6), [10–3] |
| 2012 | Max Mirni Daniel Nestor               | Ivan Dodig Marcelo Melo               | 4–6, 7–5, [10–7]    |
| 2013 | Bob Bryan Mike Bryan                  | James Blake Jack Sock                 | 6–1, 6–2            |
| 2014 | Eric Butorac Raven Klaasen            | Bob Bryan Mike Bryan                  | 6–4, 6–4            |
| 2015 | Mariusz Fyrstenberg Santiago González | Artem Sitak Donald Young              | 5–7, 7–6(1), [10–8] |

### Női páros
| Év            | Győztesek                               | Ellenfelek a döntőben                          | Eredmény a döntőben |
| Oklahoma City | Oklahoma City                           | Oklahoma City                                  | Oklahoma City       |
| ------------- | --------------------------------------- | ---------------------------------------------- | ------------------- |
| 1986          | Marcella Mesker Pascale Paradis         | Lori McNeil Catherine Suire                    | 2–6, 7–6, 6–1       |
| 1987          | Szvetlana Parhomenko Larisza Szavcsenko | Lori McNeil Kim Sands                          | 6–4, 6–4            |
| 1988          | Jana Novotná Catherine Suire            | Catarina Lindqvist Tine Scheuer-Larsen         | 6–4, 6–4            |
| 1989          | Lori McNeil Betsy Nagelson              | Elise Burgin Elizabeth Smylie                  | visszaléptek        |
| 1990          | Mary Lou Daniels Wendy White            | Manon Bollegraf Lise Gregory                   | 7–5, 6–2            |
| 1991          | Meredith McGrath Anne Smith             | Katrina Adams Jill Hetherington                | 6–2, 6–4            |
| 1992          | Lori McNeil Nicole Provis               | Katrina Adams Manon Bollegraf                  | 3–6, 6–4, 7–6(6)    |
| 1993          | Patty Fendick Zina Garrison             | Katrina Adams Manon Bollegraf                  | 6–3, 6–2            |
| 1994          | Patty Fendick Meredith McGrath          | Katrina Adams Manon Bollegraf                  | 7–6(3), 6–2         |
| 1995          | Nicole Arendt Laura Golarsa             | Katrina Adams Brenda Schultz                   | 6–4, 6–3            |
| 1996          | Chanda Rubin Brenda Schultz-McCarthy    | Katrina Adams Debbie Graham                    | 6–4, 6–3            |
| 1997          | Hiraki Rika Mijagi Nana                 | Marianne Werdel-Witmeyer Tami Whitlinger-Jones | 6–4, 6–1            |
| 1998          | Serena Williams Venus Williams          | Cătălina Cristea Kristine Kunce                | 7–5, 6–2            |
| 1999          | Lisa Raymond Rennae Stubbs              | Amanda Coetzer Jessica Steck                   | 6–3, 6–4            |
| 2000          | Kimberly Po Corina Morariu              | Tamarine Tanasugarn Olena Tatarkova            | 6–4, 4–6, 6–2       |
| 2001          | Amanda Coetzer Lori McNeil              | Janet Lee Wynne Prakusya                       | 6–3, 2–6, 6–0       |
| Memphis       |                                         |                                                |                     |
| 2002          | Szugijama Ai Olena Tatarkova            | Melissa Middleton Brie Rippner                 | 6–4, 2–6, 6–0       |
| 2003          | Morigami Akiko Obata Szaori             | Alina Zsidkova Bryanne Stewart                 | 6–1, 6–1            |
| 2004          | Åsa Svensson Meilen Tu                  | Marija Sarapova Vera Zvonarjova                | 6–4, 7–6(0)         |
| 2005          | Szaeki Miho Josida Juka                 | Laura Granville Abigail Spears                 | 6–3, 6–4            |
| 2006          | Lisa Raymond Samantha Stosur            | Viktorija Azaranka Caroline Wozniacki          | 7–6(2), 6–3         |
| 2007          | Nicole Pratt Bryanne Stewart            | Jarmila Gajdošová Morigami Akiko               | 7–5, 4–6, 10–5      |
| 2008          | Lindsay Davenport Lisa Raymond          | Angela Haynes Mashona Washington               | 6–3, 6–1            |
| 2009          | Viktorija Azaranka Caroline Wozniacki   | Juliana Fedak Michaëlla Krajicek               | 6–1, 7–6 (2)        |
| 2010          | Michaëlla Krajicek Vania King           | Bethanie Mattek-Sands Meghann Shaughnessy      | 7–5, 6–2            |
| 2011          | Volha Havarcova Alla Kudrjavceva        | Andrea Hlaváčková Lucie Hradecká               | 6–4, 4–6, [10–8]    |
| 2012          | Andrea Hlaváčková Lucie Hradecká        | Vera Dusevina Volha Havarcova                  | 6–3, 6–4            |
| 2013          | Kristina Mladenovic Galina Voszkobojeva | Sofia Arvidsson Johanna Larsson                | 7–6(5), 6–3         |